# Розвідувальна рота

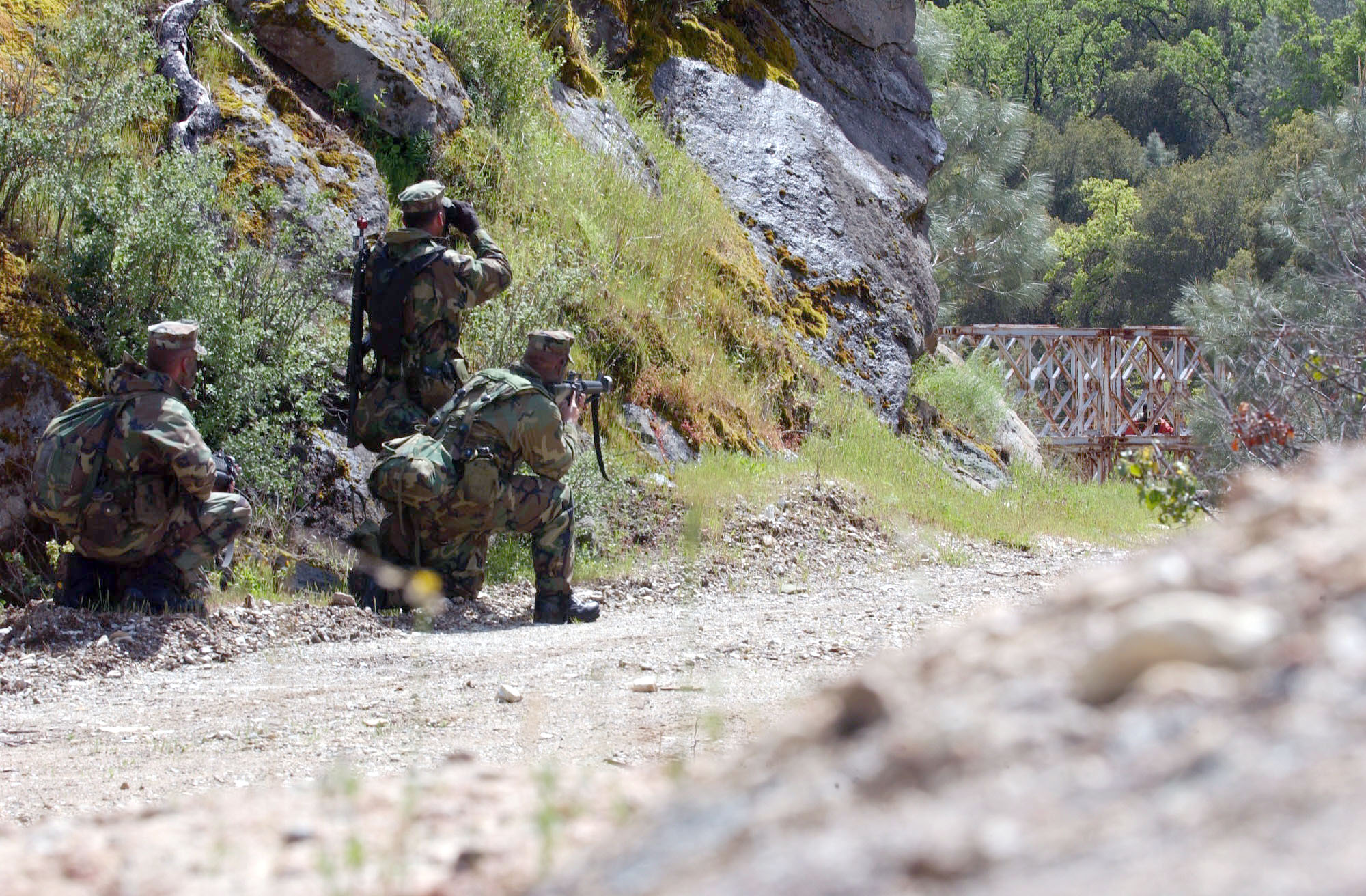
Розвідувальний підрозділ Корпусу морської піхоти США проводить інженерну розвідку маршрутів висування основних сил. Військове навчання у форті Хантер-Ліггет. 12 квітня 2003

Розвідувальна рота (рр) — тактичний підрозділ, рота військової розвідки, який організаційно входить до складу розвідувального батальйону, а також полку, бригади і дивізії, як окрема організаційно-штатна структура та призначений для ведення військової розвідки в тилу противника.
Розвідувальна рота здійснює збір розвідувальної інформації про тактичну обстановку, необхідну для вирішення бойових завдань, поставлених перед полком/бригадою. Звичайно РР складалася з двох (для полку) або трьох (для бригади) розвідувальних взводів та управління роти — і налічувала особового складу в 50-80 військовослужбовців (чисельність залежала від штатної авто- або бронетехніки).